# Osetra

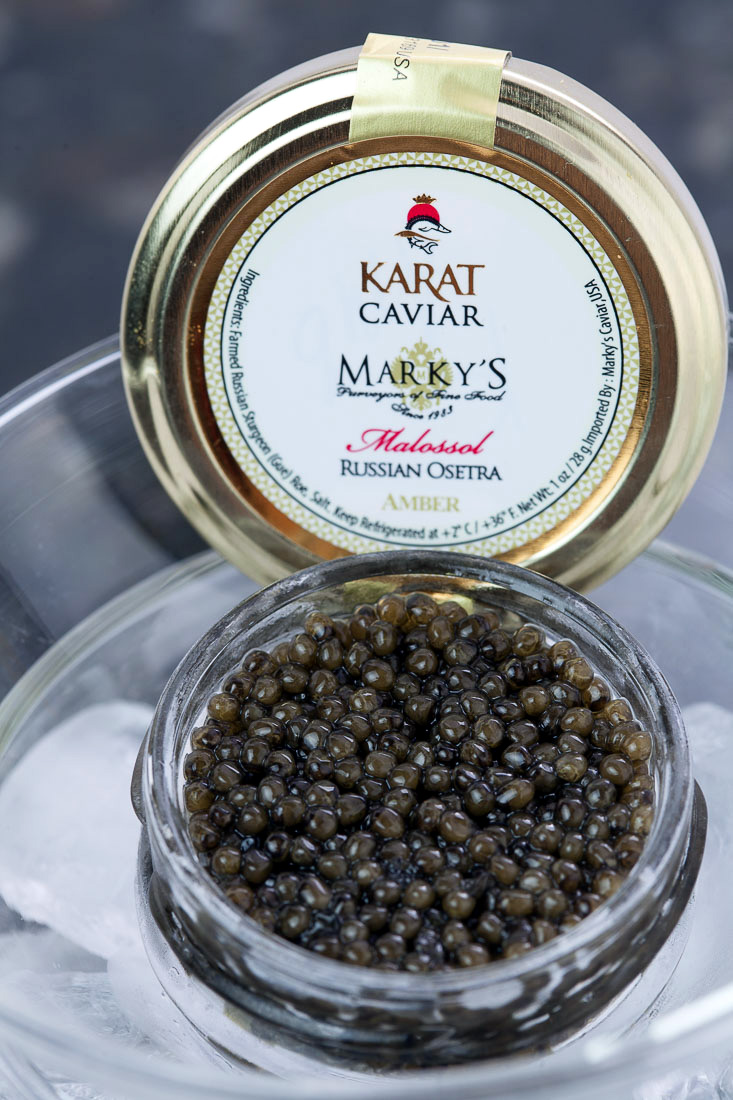
Caviar ruso Osetra

El caviar Osetra (también Oscietra, Ossetra o Asetra) es uno de los tipos de caviar más preciados y caros (eclipsado en precio solo por el caviar Beluga). Se obtiene del esturión Osetra que pesa 50-400 libras y puede vivir hasta 50 años.
El caviar de osetra varía en color de marrón oscuro a dorado. Las variedades más ligeras son más buscadas, ya que tienen el sabor más rico y provienen del esturión más antiguo. La osetra dorada es una forma rara de caviar osetra y es de color amarillo dorado con un sabor muy rico.

## Etimología
La palabra Osetra es la transcripción de la forma del caso genitivo "осетра" (osetra, 'de esturión') de la palabra rusa "осётр" (osyotr 'esturión) de la frase икра осетра (ikra osetra, 'caviar de esturión) . En un momento, el término "osetra" simplemente se refería a las especies de esturión ruso recolectadas para este tipo de caviar.

## Animales de origen
En ruso, hay diferentes nombres para las especies de esturión que viven en varios territorios como Beluga (Huso huso), Sevruga (Acipenser stellatus) y Sterlet (Acipenser ruthenus). El nombre Ossetra corresponde a la especie Acipenser gueldenstaedtii, que es mucho más pequeño que el esturión Beluga (Huso huso), y tiene una textura más firme. En el territorio de la Federación Rusa habita otro tipo de esturión, el esturión siberiano (Acipenser Baerii), que se cultiva en todo el mundo porque puede adaptarse a una gama más amplia de hábitats. Comienza a producir caviar más rápido que Acipenser gueldenstaedtii.

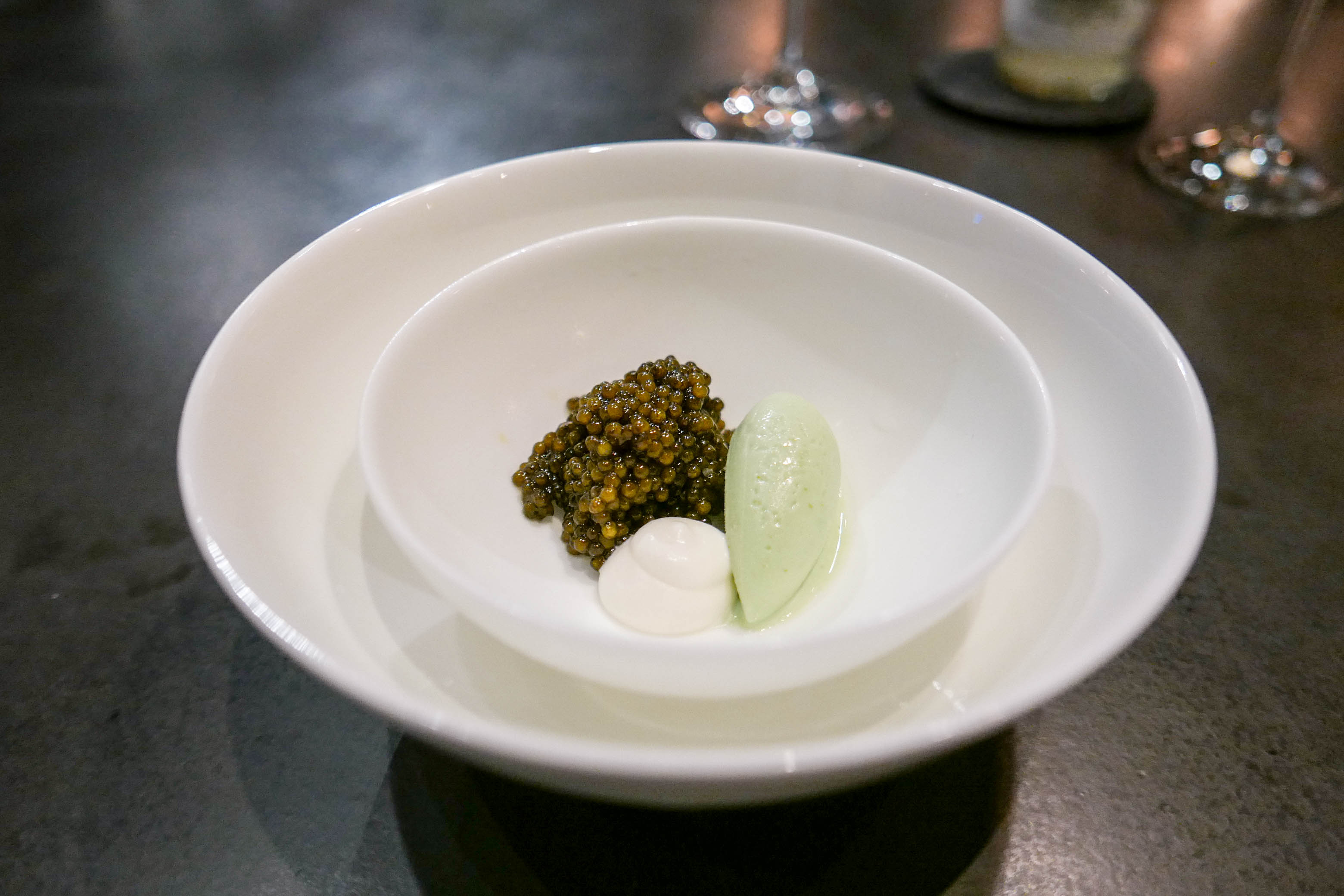
Caviar Osetra

## Historia
A lo largo de toda la historia del consumo de caviar negro, se hizo referencia a Ossetra solo al pez que fue capturado primero en la Rusia imperial, luego en la URSS y ahora en la Federación Rusa.

## Producción
Hoy en día, Caspian Osetra se enfrenta a la extinción en su hábitat nativo. El cultivo de esturión es la única forma de continuar la producción de caviar de alta calidad. Las continuas disminuciones drásticas en las poblaciones de esturión natural en los últimos 30 años, más una alta demanda de caviar en el mercado, han abierto el camino para el cultivo de esturión, principalmente para la producción de caviar. Rusia, Irán, miembros de la Unión Europea, China y los Estados Unidos estuvieron entre los primeros; sin embargo, por las mismas razones, los países fuera del rango natural de los esturiones también se involucraron (por ejemplo, Uruguay, los países árabes, Israel y, más recientemente, Vietnam). Israel es un importante productor de caviar osetra ruso (Acipenser gueldenstaedtii). Con el nombre de "Karat Caviar", las exportaciones recientes están ahora disponibles en los Estados Unidos para satisfacer la demanda de caviar, ya que no ha habido ningún problema en 2009 para la producción de Caviar salvaje de Caspio.
Las granjas para la cría de esturión y caviar se encuentran en Irán e Israel; aunque las opiniones religiosas de musulmanes y judíos no les permiten comer caviar, ya que no es kosher ni halal, no impide que estas áreas cultiven peces. Un grupo de empresas a las que se hace referencia como Casa Caviar Rusa, exclusivamente vender y distribuir auténtico Osetra Caviar ruso debido a su afiliación con Diana Fish Trading, LLC, que fabrica el 80% de todo el caviar de esturión legal en Rusia.

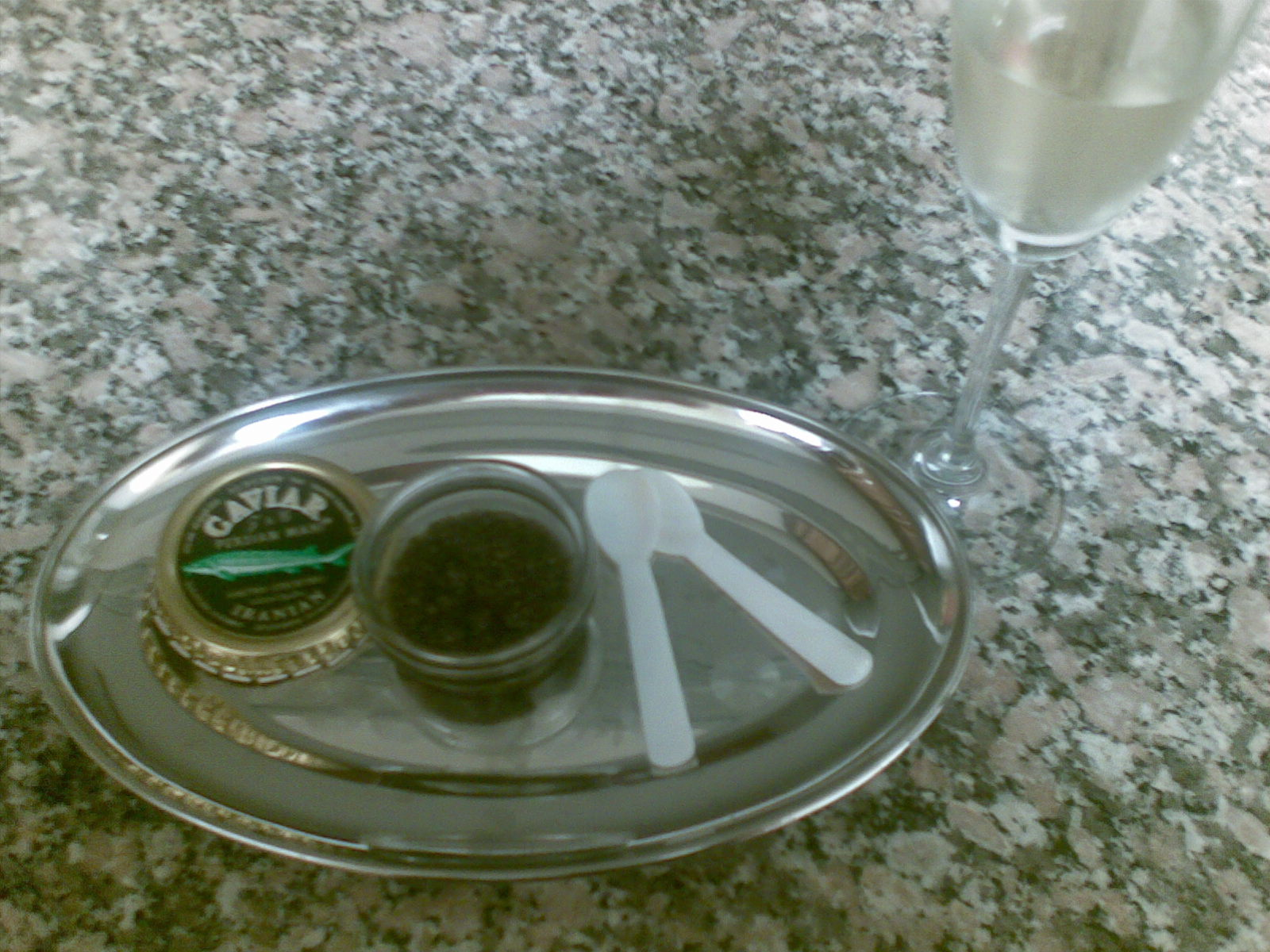
Caviar de ossetra iraní salvaje, listo para servir con cucharas de nácar y champán.

El 17 de julio, Black Caviar Company se asoció con Russian Caviar House, luego de una detención de una década que prohibía la importación de caviar ruso; esta asociación permite a Black Caviar Company vender caviar negro ruso en los Estados Unidos. Al igual que con otros caviars, osetra se sirve tradicionalmente en blinis con crema fresca. Las variedades de caviar de menor calidad se utilizan como relleno en muchos platos de mariscos y algunos platos de carne. El caviar se agrega a menudo a las ensaladas también.

## Precio
El precio del caviar Osetra varía según la categoría y clase, dependiendo de si es Royal, Golden, Imperial o de la procedencia (Ruso o Iraní), por lo general los precios van desde los mil euros hasta los 5 mil euros.